# Okręty desantowe typu Austin
Okręty desantowe typu Austin – amerykańskie okręty desantowe służące od 1965 w Marynarce Wojennej Stanów Zjednoczonych. Zaliczane są do klasy amphibious transport dock (LPD), czyli okręt desantowy-dok. Zbudowano 12 okrętów tego typu. Od 2005 są stopniowo wycofywane ze służby. Zastępują je okręty typu San Antonio.
USS Trenton został sprzedany Indyjskiej Marynarki Wojennej i przemianowany na INS Jalashwa.

## Okręty
| Nazwa        | Numer         | Stocznia                | Lata służby | Port macierzysty      | Źródła |
| ------------ | ------------- | ----------------------- | ----------- | --------------------- | ------ |
| "Austin"     | LPD-4         | New York Naval Shipyard | 1965–2006   | Norfolk, Wirginia     | [ 1 ]  |
| "Ogden"      | LPD-5         | New York Naval Shipyard | 1965–2007   | San Diego, Kalifornia | [ 2 ]  |
| "Duluth"     | LPD-6         | New York Naval Shipyard | 1965–2005   | San Diego, Kalifornia | [ 3 ]  |
| "Cleveland"  | LPD-7         | Ingalls Shipbuilding    | 1967–2011   | San Diego, Kalifornia | [ 4 ]  |
| "Dubuque"    | LPD-8         | Ingalls Shipbuilding    | 1967–2011   | San Diego, Kalifornia | [ 5 ]  |
| "Denver"     | LPD-9         | Lockheed Shipbuilding   | 1968–2014   | San Diego, Kalifornia | [ 6 ]  |
| "Juneau"     | LPD-10        | Lockheed Shipbuilding   | 1969–2008   | Sasebo, Japonia       | [ 7 ]  |
| "Coronado"   | LPD-11/AGF-11 | Lockheed Shipbuilding   | 1970–2005   | San Diego, Kalifornia | [ 8 ]  |
| "Shreveport" | LPD-12        | Lockheed Shipbuilding   | 1970–2007   | Norfolk, Wirginia     | [ 9 ]  |
| "Nashville"  | LPD-13        | Lockheed Shipbuilding   | 1970–2009   | Norfolk, Wirginia     | [ 10 ] |
| "Trenton"    | LPD-14        | Lockheed Shipbuilding   | 1971–2007   | Norfolk, Wirginia     | [ 11 ] |
| "Ponce"      | LPD-15        | Lockheed Shipbuilding   | 1971-2017   | Norfolk, Wirginia     | [ 12 ] |